# Świeża krew, vol. 2
Świeża krew, vol. 2 (Świeża Krew Volume 2) – album muzyczny wydany przez wytwórnię Olifant Records zawierający utwory różnych wykonawców muzycznych (album kompilacyjny) związanych z tym wydawcą. Muzyka zawarta w albumie należy do nurtu punk rock, w tym w stylu street punk / oi!, ale także ska. Premiera albumu miała miejsce w 2014 r. W ramach albumu 52 utwory muzyczne nagrane przez 15 wykonawców zamieszczono na dwóch płytach kompaktowych.

## Historia, album i muzyka
W  w 2006 r. została wydana pierwsza część składanki muzycznej pod dewizą „Świeża Krew”. Był to album kompilacyjny Świeża Krew Volume 1 wydany przez wytwórnię muzyczną Olifant Records (identyfikator Olifant Records 019), zamieszczony na jednej płycie kompaktowej.
Następny, niniejszy album tej serii wydawniczej, to samo wydawnictwo muzyczne, opublikowało w 2014 r. Premiera miała miejsce w dniu 6.10.2014 r., w Polsce. Tym razem zebrano taką ilość materiału, że jako nośnik danych dla ścieżki dźwiękowej zastosowano dwie płyty kompaktowe. Album w tamach katalogu wydawnictwa otrzymał identyfikator Olifant Records – 078. Pozostałe oznaczenia i identyfikatory są następujące: Matrix / Runout (Disc 1): 5342 ŚWIEŻA KREW VOL.2 CD1, Matrix / Runout (Disc 2): 5343 ŚWIEŻA KREW VOL.2 CD2, Mould SID Code (dysk 1 & 2): IFPI ZY02. Olifant Records było w tym przypadku także producentem oraz dystrybutorem publikacji. Natomiast tłoczenie płyt wykonała firma Akord (identyfikator nośników: CD1 – 5342, CD2 – 5343). W albumie na obu płytach zamieszczono 52 utwory muzyczne, po 26 na każdym z krążków CD. Czas trwania nagrań wynosi odpowiednio 76 minut oraz 72 minuty i 15 sekund. Nakład wyniósł 500 sztuk. Do płyt dołączono książeczkę mającą 20 stron. Oprócz informacji dotyczącej samego wydawnictwa i utworów, zamieszczono w niej krótkie informacje o każdym z zespołów prezentujących w albumie swoje utwory.
Muzyka i twórczość prezentowana w albumie skupia się wokół dwóch gatunków muzycznych, jakimi są rock i ska, przy czym w przypadku tego pierwszego z wymienionych gatunków, to dominują takie nurty w jego obrębie jak punk rock, street punk / oi!, hardcore punk, metal, skinhead rock, rock and roll. Teksty utworów są w języku polskim oraz w języku angielskim.

## Wykonawcy
W albumie zamieszczono utwory piętnastu następujących wykonawców muzycznych: The Bauagans, Buzz Off, Headshot, Johnny Stutman, Kill The Rich, Kontroler, Kuba Rozpruwacz, Las Melinas, Last Stand, Londyn ’70, Marass, Odsiecz, Ska Petarda, Stalag, Szewska Pasja. Co nieco rzadziej spotykane w albumach kompilacyjnych, to w tym przypadku utwory każdego z zespołów muzycznych nie są ze sobą przemięszane, lecz są zgrupowane w blokach jeden po drugim.
| lp. | Nr CD | Wykonawca       | Liczba utworów |
| --- | ----- | --------------- | -------------- |
| 1   | 1     | The Bauagans    | 4              |
| 2   | 1     | Johnny Stutman  | 3              |
| 3   | 1     | Last Stand      | 4              |
| 4   | 1     | Kill The Rich   | 4              |
| 5   | 1     | Odsiecz         | 3              |
| 6   | 1     | Kontroler       | 4              |
| 7   | 1     | Szewska Pasja   | 4              |
| 8   | 2     | Headshot        | 2              |
| 9   | 2     | Las Melinas     | 2              |
| 10  | 2     | Ska Petarda     | 4              |
| 11  | 2     | Buzz Off        | 2              |
| 12  | 2     | Londyn ’70      | 4              |
| 13  | 2     | Kuba Rozpruwacz | 4              |
| 14  | 2     | Stalag          | 4              |
| 15  | 2     | Marass          | 4              |

## Utwory
| lp. | CD-numer | Wykonawca       | tytuł                  |
| --- | -------- | --------------- | ---------------------- |
| 1   | 1-1      | The Bauagans    | Campioni               |
| 2   | 1-2      | The Bauagans    | Miasto                 |
| 3   | 1-3      | The Bauagans    | Manipulacja            |
| 4   | 1-4      | The Bauagans    | We know it all         |
| 5   | 1-5      | Johnny Stutman  | V8 Meart               |
| 6   | 1-6      | Johnny Stutman  | Bang                   |
| 7   | 1-7      | Johnny Stutman  | White lines            |
| 8   | 1-8      | Last Stand      | Go to hell             |
| 9   | 1-9      | Last Stand      | Pijani i dumni         |
| 10  | 1-10     | Last Stand      | Crucified              |
| 11  | 1-11     | Last Stand      | Just a NOi!SE          |
| 12  | 1-12     | Kill The Rich   | ...Co cztery lata      |
| 13  | 1-13     | Kill The Rich   | Nie jestem taki jak ty |
| 14  | 1-14     | Kill The Rich   | Na dobre i na złe      |
| 15  | 1-15     | Kill The Rich   | Nie o taki             |
| 16  | 1-16     | Odsiecz         | JP                     |
| 17  | 1-17     | Odsiecz         | Kto powiedział...      |
| 18  | 1-18     | Odsiecz         | Twoja noc              |
| 19  | 1-19     | Kontroler       | Kontroler              |
| 20  | 1-20     | Kontroler       | Przewozy regionalne    |
| 21  | 1-21     | Kontroler       | Spracowany człowiek    |
| 22  | 1-22     | Kontroler       | Denaturat              |
| 23  | 1-23     | Szewska Pasja   | Patela                 |
| 24  | 1-24     | Szewska Pasja   | PunkRock               |
| 25  | 1-25     | Szewska Pasja   | Komuna                 |
| 26  | 1-26     | Szewska Pasja   | Nasz Świat             |
| 27  | 2-1      | Headshot        | Policja                |
| 28  | 2-2      | Headshot        | Oda do sceny           |
| 29  | 2-3      | Las Melinas     | Taki dzień             |
| 30  | 2-4      | Las Melinas     | Miasto                 |
| 31  | 2-5      | Ska Petarda     | Dolce Vita             |
| 32  | 2-6      | Ska Petarda     | Viva szowiniści        |
| 33  | 2-7      | Ska Petarda     | Panie kierowniku       |
| 34  | 2-8      | Ska Petarda     | Złomiarz Rusek         |
| 35  | 2-9      | Buzz Off        | Come on                |
| 36  | 2-10     | Buzz Off        | Holidays               |
| 37  | 2-11     | Londyn70        | Politycy               |
| 38  | 2-12     | Londyn70        | Dajcie mi karabin      |
| 39  | 2-13     | Londyn70        | Zabijaj i się śmiej    |
| 40  | 2-14     | Londyn70        | Obojętność             |
| 41  | 2-15     | Kuba Rozpruwacz | Mroki miasta           |
| 42  | 2-16     | Kuba Rozpruwacz | Polska                 |
| 43  | 2-17     | Kuba Rozpruwacz | Nie wiem jak           |
| 44  | 2-18     | Kuba Rozpruwacz | Ostatni świt           |
| 45  | 2-19     | Stalag          | Szósta rano            |
| 46  | 2-20     | Stalag          | Frajer                 |
| 47  | 2-21     | Stalag          | Nienawidzę socjalizmu  |
| 48  | 2-22     | Stalag          | III RP                 |
| 49  | 2-23     | Marass          | Czy pamiętasz          |
| 50  | 2-24     | Marass          | Hej! Hej!              |
| 51  | 2-25     | Marass          | Marass                 |
| 52  | 2-26     | Marass          | Mechaniczna pomarańcza |

## Oceny
W serwisie społecznościowym, będącym internetową bazą dyskografii zespołów z całego świata – Discogs – według stanu na kwiecień 2025 r., album otrzymał ocenę – (Avg Rating):  (3.33/5 przy 3 oceniających). Na wymieniony czas pośród osób przynależących do tej społeczności internetowej 28 osoby deklarowało posiadanie albumu, a 7 osób, iż chciałoby go posiadać.
Natomiast w serwisie internetowym „Rate Your Music”, w tym samym okresie czasu, miał on przypisaną ocenę (RYM Rating):  (2.5/5 przy 1 oceniającym).

## Zespoły i ich składy
Podstawowe informacje o zespołach, ówczesnych ich składach oraz instrumentarium (instrumentach muzycznych):
The Bauaganszespół pochodzący z Żar, założony w 2000 r. (początkowo pod inną nazwą własną – Nemesis), grający punk rocka, czasem z elementami ska, niekiedy w nurcie '77; skład: Bili – wokal, gitara; Adam (Lokis) – gitara basowa, chórki; Krisst Ssigo (Krzylu) – perkusja, chórki.
Buzz Offsiedziba zespołu to Broken w Niemczech, a kapela gra od 2013 r., w nurcie street punk; skład: Majo – wokal; Lars – wokal, gitara; Monny – gitara; Ian – gitara basowa; Neil – perkusja.
Headshotgrupa założona w Poznaniu, w 2014 r., tworząca utwory w nurcie punk rocka; skład: Norbert – wokal; Wawer – gitara; Adziol – gitara basowa; Paweł – perkusja.
Johnny Stutmanmuzycy pochodzą z Legionowa, Warszawy i Łomży, grupa została powołana w 2007 r., ich muzyka to punk rock i rock and roll, określany przez samych muzyków jako punk'n'roll; skład: Norbert – wokal; Rafał – gitara; Hajdes – gitara basowa; Jarek – perkusja.
Kill The Richzespół założony w Lubinie (duet), w 2014 r., grający „muzykę ulicy”; skład: Lisu – wokal, gitara basowa; Tomek – wokal, gitara, perkusja.
Kontrolerformacja założona w Szczecinku, w 2012 r., grająca punk rocka; skład: Wojtek „Diesel” Bendza – wokal, gitara; Kuba „Rudy” Mołczun – gitara, chórki; Michał „Klozo” Kłos – gitara basowa; Mariusz „Mario” Załucki – perkusja.
Kuba Rozpruwaczkapela pochodzi z Hajnówki, założona w 2008 r., a jej twórczość mieści się w nurcie punk rocka i oi!; skład: Groch – wokal, gitara; Celnik – gitara; Sergio – gitara basowa; Truskawa – perkusja.
Las Melinaszespół z siedzibą w Żorach (pochodzenie także z Trzebieli i Ornety)), a więc tworzą ją muzycy z Ziemi Lubuskiej, Warmii i Mazur, a grają oni muzykę będącą mieszanką takich nurtów i styli muzycznych jak ska, swing, reggae, rocksteady i rock and roll; skład: Jacek „Bishop” Staroń – wokal; Jakub „Rzepa” Mroczkowski – gitara; Cezary „Cezary” Bednarczyk – perkusja; Grzegorz „Badyl” Maciejak – organy Hammonda, instrumenty klawiszowe; Arkadiusz „Bili” Biliński – gitara basowa; Paweł „Panter” Duziak – puzon, „przeszkadzajki”; Michał „Junior” Skuła – trąbka, kornet; Grzegorz „Grzesiek” Strzelczyk – saksofon; Bartek „Opal/Kaukaz” Opaliński – saksofon.
Last Standkapela została założona w Edynburgu przez grupę emigrantów z Polski, w 2011 r., pod względem stylistycznym grają klasyczny oi! ale z pewnymi naleciałościami rock and rolla; skład: Arek – wokal; Gigi – gitara; Bonzo, Królik – gitara basowa; Marcin – perkusja.
Londyn ’70zespół z Podlasia, Hajnówki, założony w 1991 r. jako Zyklon B, po przerwie w działalności – reaktywacja w 2012 r., ich muzyka to punk rock; skład: Zbyszek Łukianiuk – wokal; Wojtek Pisarski – gitara; Sebastian Biedź – gitara basowa; Łukasz Chaniło – perkusja, Marcin Siebiesiuk – techniczny.
Marassgrupa zawiązana w Rybniku, w 2013 r., tworząca w nurcie punk rock i oi!; skład: Sławik – wokal; Maluc – gitara; Jaco – gitara solowa; Mieciu – gitara basowa; Cezar – perkusja.
Odsieczformacja założona w Łodzi, powstała w 2014 r., grająca muzykę w nurce street punk; skład: Szymek – wokal; Koruś – gitara; Harcyk – gitara basowa; Kfiat – perkusja.
Ska Petardagrupa z Krakowa powstała w styczniu 2013 r. prezentująca ska z elementami punk rocka, mocne uderzenie – power-skacore, shit-stric-punkrock, moldavian electro–goatbeat; skład: Vacek – wokal; szczoh – gitara; Kardas – gitara basowa; Mołd – perkusja; Krasnal – instrumenty klawiszowe; Hamond – trąbka; Wojtass – saksofon; Ślimak – puzon.
Stalagidea powstania zespołu Stalag zaistniała w 2005 r. ale działać zaczął tak naprawdę po reaktywacji w 2012 r., tworząc muzykę w nurcie oi!; skład: Pysiek – wokal; Pawełek, Mecenas – gitara; Miły – gitara basowa.
Szewska Pasjakapela z Łodzi, założona w 2010 r., a tworzona przez nią muzyka to punk rock; skład: Drzazga – wokal, gitara; Kacper – gitara, chórki; Michał – gitara basowa, chórki; Misiek – perkusja, chórki.